# Azara serrata
Azara serrata (azara de dentes serrados) é uma espécie de planta com flor da família Salicaceae, nativa do Chile. É um arbusto de folha resistente que pode crescer até 4 metros, com folhas brilhantes e serrilhadas e cachos de perfumadas flores amarelas no verão. Em temperadas regiões exige uma posição abrigada.
Esta planta ganhou, da Royal Horticultural Society, o Prémio do Jardim de Mérito.